# Ведень (Бреїла)
Ведень, Ведені (рум. Vădeni) — село у повіті Бреїла в Румунії. Входить до складу комуни Ведень.
Село розташоване на відстані 178 км на північний схід від Бухареста, 11 км на північ від Бреїли, 144 км на північ від Констанци, 8 км на південний захід від Галаца.

## Населення
За даними перепису населення 2002 року у селі проживали 2437 осіб, з них 2433 особи (99,8%) румунів. Рідною мовою 2433 особи (99,8%) назвали румунську.